# 程良模
程良模（1888年6月27日—？年），字子範，安徽省太平府蕪湖縣人，宣統二年進士。

## 生平
宣統二年北洋大學堂畢業。
宣統二年十一月初九日己酉（1910年12月10日），賞給進士出身，以主事分部儘先補用。
民國1年（1912年）9月12日，委任工商部技士 。
民國1年（1912年）9月21日，派充工商部總務廳工務司技士 。
民國2年（1913年）5月16日，調充工商部會計科主事 。
民國3年（1914年）1月14日，委任農商部主事 。
民國3年（1914年）4月10日，派農商部工商司第五科技士 。
民國4年（1915年）3月23日，派農商部商品陳列所附設工商訪問處籌辦員 。
民國5年（1916年）11月2日，派充農商部工商司第五科技士 。
民國12年（1923年）5月9日，派充商標局科員 。
民國14年（1925年）6月11日，署農商部工廠監察官 。
民國16年（1927年）10月18日，任實業部僉事 。